# Monica Paulus
Monica Paulus (geb. vor 1990 in Arego (Chimbu-Provinz)) ist eine Menschenrechtsaktivistin aus dem Hochland von Papua-Neuguinea. Sie ist Mitbegründerin des Highlands Women Human Rights Defenders Network und von Stop Sorcery Violence, deren Arbeitsschwerpunkt der Schutz von Frauen ist, die der Hexerei oder Zauberei beschuldigt wurden. 

## Biographie
Monica Paulus stammt aus dem Dorf Arego in der Provinz Chimbu im östlichen Hochland von Papua-Neuguinea. Sie ist Mutter von drei Kindern. Als junge Frau wurde sie selbst Opfer erheblicher Gewalt. Im Jahr 2000 trat sie der Frauenorganisation Meri I Kirap Sapotim [Frauen, erhebt euch und arbeitet zusammen]. Sie begann, das dort Gelernte in ihrem Dorf in die Praxis umzusetzen, verteidigte Frauen und Kinder vor Dorfgerichten und bei Schlichtungen und dokumentierte Fälle. Gelegentlich zeigte sie Dorfbewohner, auch Vertreter ihrer Familie, bei der Polizei an. Im März 2005 gründete sie, unterstützt von Oxfam und den Vereinten Nationen, mit anderen Frauen das Highlands Women Human Rights Defenders Network. Sie arbeiteten in kleinen lokalen Gruppen, um insbesondere gegen die mit Zauberei verbundene Gewalt vorzugehen, und mit Unterstützung der Zentralregierung konnten im ganzen Land Veränderungen herbeigeführt werden.
Als ihr Vater an einem Herzinfarkt starb, wurde sie von ihrem Bruder beschuldigt, seinen Tod durch Hexerei verursacht zu haben, um sich ihren Anteil am Erbe anzueignen.  Nachdem ihre Familie und andere im Dorf ihr Haus niedergebrannt hatten, floh sie aus Angst um ihr Leben in die Stadt Goroka.  Der Glaube an schwarze Magie, Zauberei, „böse Geister“ und „Hexen“ ist in Papua-Neuguinea weit verbreitet und Anschuldigungen wegen Zauberei sind häufig, insbesondere im Hochland. Erst 2013 hob die Regierung ein Gesetz auf, das Zauberei unter Strafe stellte und Anschuldigungen wegen Hexerei als Verteidigung in Mordfällen zuließ. Zauberei wird für plötzliche oder unerklärliche Todesfälle oder Krankheiten verantwortlich gemacht. Frauen werden sechsmal häufiger der Zauberei beschuldigt als Männer. Zaubereivorwürfe werden allzu oft zu einer Form von Gewalt in der Familie, wobei gewalttätige Ehemänner drohen oder solche Vorwürfe nutzen, um Frauen zu kontrollieren. Wenn die Angeklagten versuchen, bei Verwandten Schutz zu finden, werden sie oft abgewiesen, da der Tradition folgend die Familie den „Brautpreis“ zurückgegeben müsste, wenn die Braut das Haus des Ehemanns verlässt. Jedes Jahr werden in Papua-Neuguinea Tausende mutmaßliche „Hexen“ und „Zauberer“ angegriffen. Nur wenige Fälle werden strafrechtlich verfolgt.
Aus der eigenen Erfahrung heraus, in einer solchen Situation keine Hilfe erhalten zu haben, unterstützt Paulus Menschen, die der Hexerei beschuldigt werden. Sie sorgt für Obdach, medizinische Versorgung, Nahrung und Kontakt zu anderen Menschen in einer ähnlichen Situation. Frauen haben oft noch ihre Kinder bei sich, denn gemäß der Tradition des Landes gelten auch die Kinder von „Hexen“ als „Hexen“. Paulus hilft Frauen, zur Polizei zu gehen und gegebenenfalls aus ihren Gemeinden wegzuziehen.
Paulus und ihre Kinder sind dauerhaft durch Gewalt bedroht. In ihr Haus wurde eingebrochen und ausgeraubt, Paulus erhielt Morddrohungen und ist zu häufigen Umzügen gezwungen. Sie erhielt Unterstützung durch die Menschenrechtsorganisation Front Line Defenders.
Paulus arbeitete mit der von Oxfam geförderten Organisation Kup Women for Peace, die sich zum Ziel gesetzt hat, Stammeskriege zu beenden und gewaltfreie Wahlen sicherzustellen, und der Young Women’s Christian Association zusammen. Außerdem war sie als Dolmetscherin für zwei UN-Sonderberichterstatter tätig.

## Auszeichnungen
- 2014: Auszeichnung als One of the bravest women in the world durch Amnesty International Australia
- 2015: Auszeichnung als eine von 47 "Women of Achievement" durch UN Women[7]
- 2015: Papua New Guinea Award for Women
- 2016: Stipendium am Centre for Applied Human Rights der University of York[1]
- 2021: Aufnahme in die Liste der 100 inspirierenden und einflussreichen Frauen der BBC[11]